# Elezioni legislative in Francia del 1914
Le elezioni legislative in Francia del 1914 per eleggere i 601 membri della Camera dei Deputati si sono tenute dal 26 aprile al 10 maggio. Il sistema elettorale utilizzato fu un maggioritario a doppio turno per ogni arrondissement.
Le elezioni presentarono ulteriori circoscrizioni, che comprendevano l'Algeria francese e diverse colonie. Inoltre, in contrasto con il quadriennio previsto per le legislatura, questa fu estesa di un anno per via dello scoppio della prima guerra mondiale.

## Risultati
|                         |                                                     |            |      |       |
| Partito                 | Partito                                             | Voti       | Voti | Seggi |
| Partito                 | Partito                                             | Numero     | %    | Seggi |
|                         | Partito Radical-Socialista (PRRRS)                  | 2 930 018  | 34,8 | 192   |
|                         | Partito Repubblicano-Socialista (PRS)               | 1 407 259  | 16,7 | 112   |
|                         | Partito Repubblicano Democratico (PRD)              | 1 413 044  | 16,8 | 108   |
|                         | Federazione Repubblicana (FR)                       | 1 353 808  | 16,1 | 100   |
|                         | Sezione Francese dell'Internazionale Operaia (SFIO) | 1 326 927  | 15,7 | 89    |
| Totale voti             | Totale voti                                         | 8 431 056  | 100  | 601   |
| Elettori iscritti       | Elettori iscritti                                   | 11 515 672 | –    | –     |
| Astenuti                | Astenuti                                            | 3 084 616  | 26,8 | –     |
| Fonte: France Politique |                                                     |            |      |       |